# Kawardha
Kawardha ist eine Stadt (Municipal Council) mit etwa 60.000 Einwohnern im Nordwesten des indischen Bundesstaats Chhattisgarh; sie ist der Hauptort des Distrikts Kabirdham.

## Lage und Klima
Kawardha liegt am kurzen Sakari River zu Füßen der waldreichen Maikal Hills nahe der Grenze zum Bundesstaat Madhya Pradesh in ca. 350 m Höhe. Die Millionenstadt Raipur befindet sich etwa 120 km südöstlich; die Millionenstadt Jabalpur liegt etwa 235 km (Fahrtstrecke) nordwestlich. Das Klima ist warm bis heiß; Regen (ca. 500–1000 mm/Jahr) fällt hauptsächlich während der sommerlichen Monsunzeit.

## Bevölkerung
| Jahr      | 1991   | 2001   | 2011   | 2021  |
| Einwohner | 23.916 | 32.415 | 46.657 | k. A. |

Ungefähr 94 % der Einwohner sind Hindus und ca. 3,5 % sind Moslems. Die Hauptsprache ist Chhattisgarhi, aber auch Hindi und Englisch werden oft verstanden.

## Geschichte
Die Region gehörte seit Urzeiten zum Siedlungsgebiet der Gond; vom 9. bis zum 14. Jahrhundert wurde sie von der regional bedeutsamen Nagvanshi-Dynastie kontrolliert, die ihrerseits wiederum den Kalachuri tributpflichtig waren. Später übernahmen muslimische Herrscher die Macht bis im Jahr 1751 die Gond den Fürstenstaat Kawardha gründeten, der sich jedoch ein Jahr nach der Unabhängigkeit Indiens (1948) der indischen Union anschloss.

## Sehenswürdigkeiten
Umgebung
- In der Waldeinsamkeit ca. 17 km nordwestlich von Kawardha liegt der dem Gott Shiva geweihte Bhoramdeo-Tempel, ein Meisterwerk des 11. Jahrhunderts aus der Zeit der überregional bedeutsamen Kalachuri-Dynastie. Der Tempel ruht auf einem stark gegliederten Sockel, der den Formen des Tempels folgt, aber keinen Platz für eine rituelle Umschreitung (pradakshina) bietet. Über eine Treppe erreicht man die kleine Eingangszone (mukhamandapa), an die sich die beidseitig geöffnete Hauptvorhalle (mandapa) anschließt. End- und Höhepunkt des Tempels ist der reich gegliederte und im unteren Bereich mit zahlreichen erotischen Szenen geschmückte Shikhara-Turm, dessen Krümmung von kleinen Türmchen (urushringas) begleitet wird und dessen oberer Abschluss von einem Rundstein (amalaka) (ehemals mit aufruhendem Krug (kalasha)) gebildet wird. In der nochmals um eine Stufe erhöhten Cella (garbhagriha) erhebt sich ein glattpolierter Shiva-Lingam.

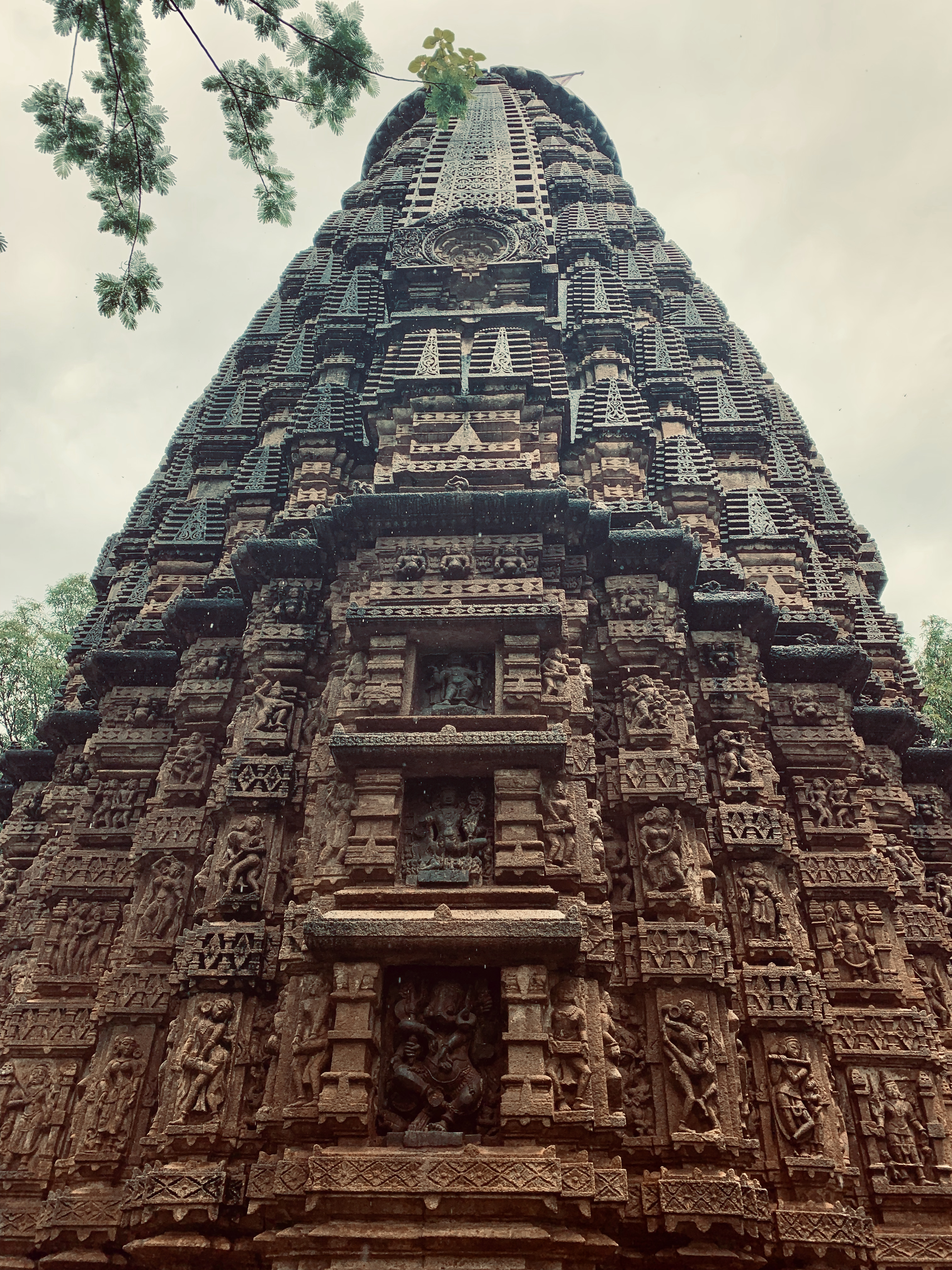
Shikhara-Turm
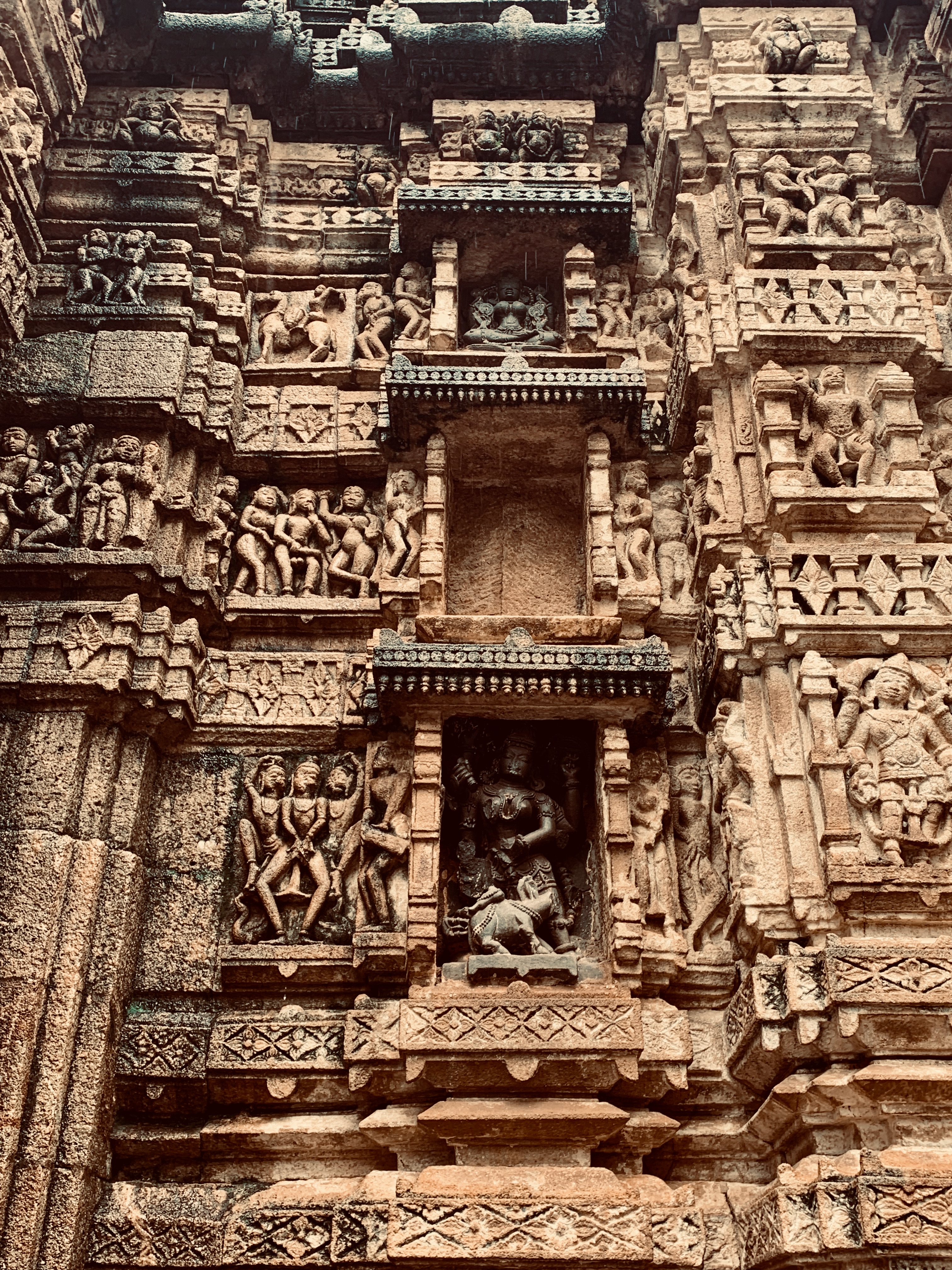
Außengliederung und -aufbau am Bhoramdeo-Tempel
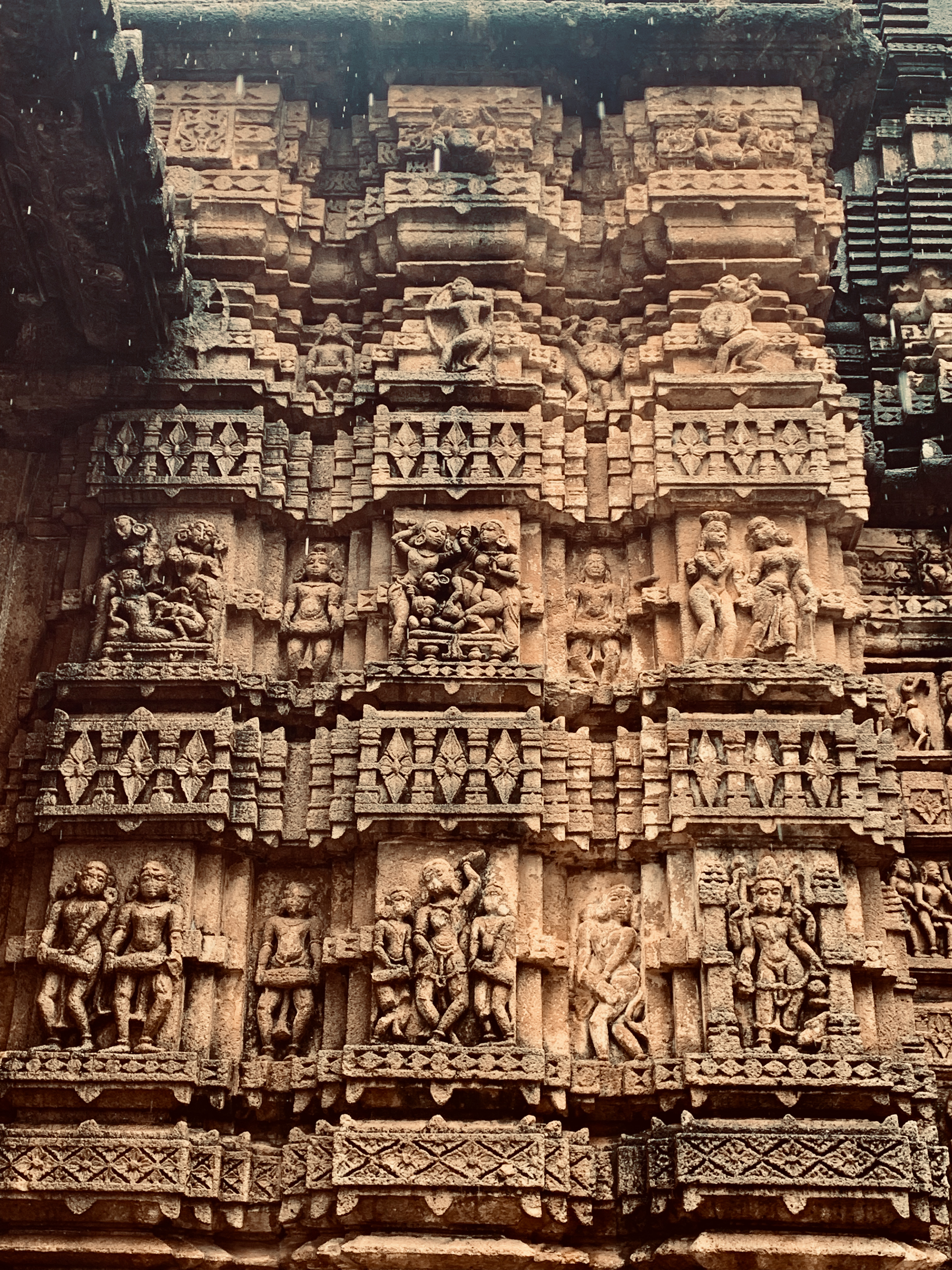
Gliederung und Figurenschmuck am Bhoramdeo-Tempel
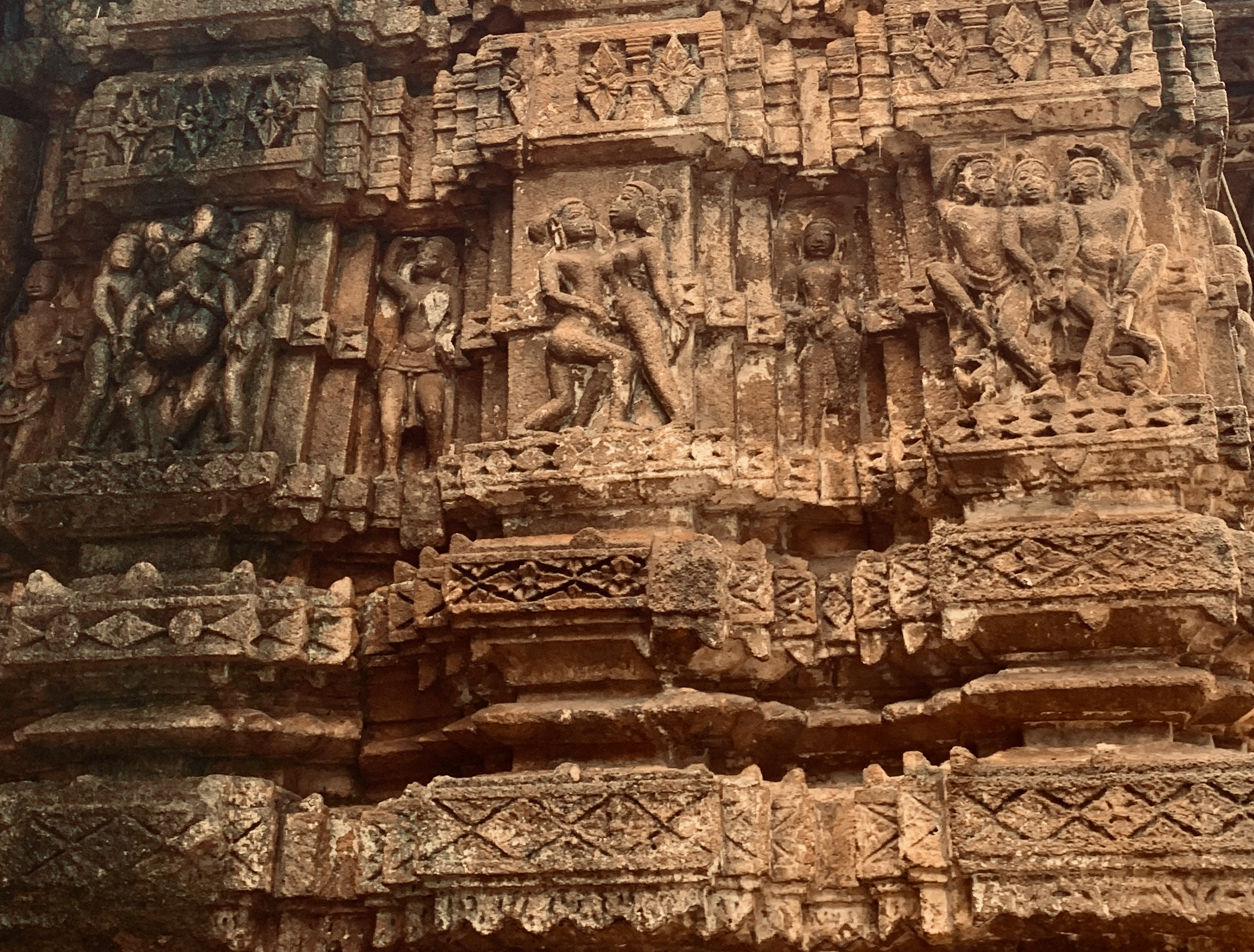
Erotische Szenen am Bhoramdeo-Tempel
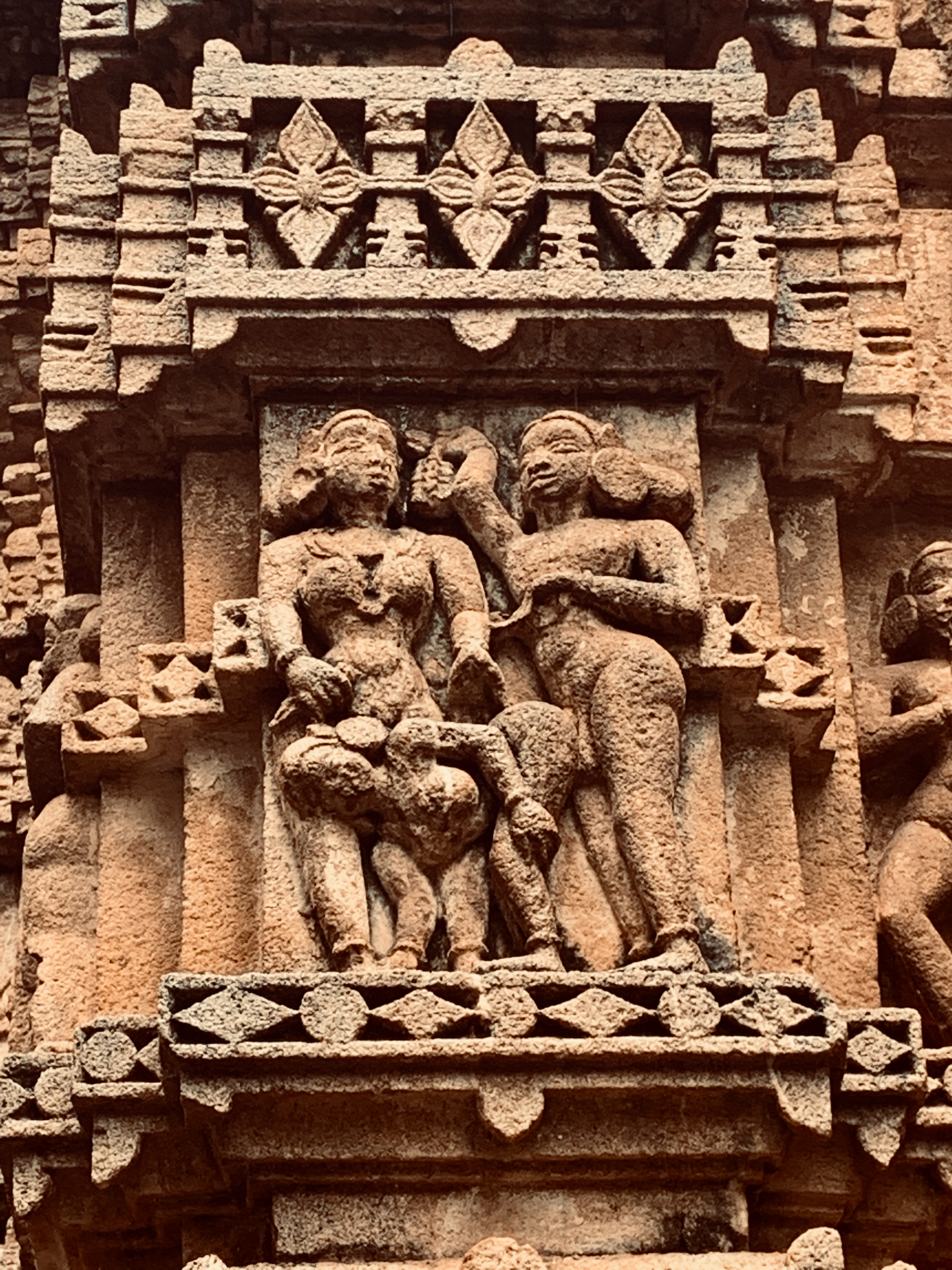
Erotische Szene am Bhoramdeo-Tempel
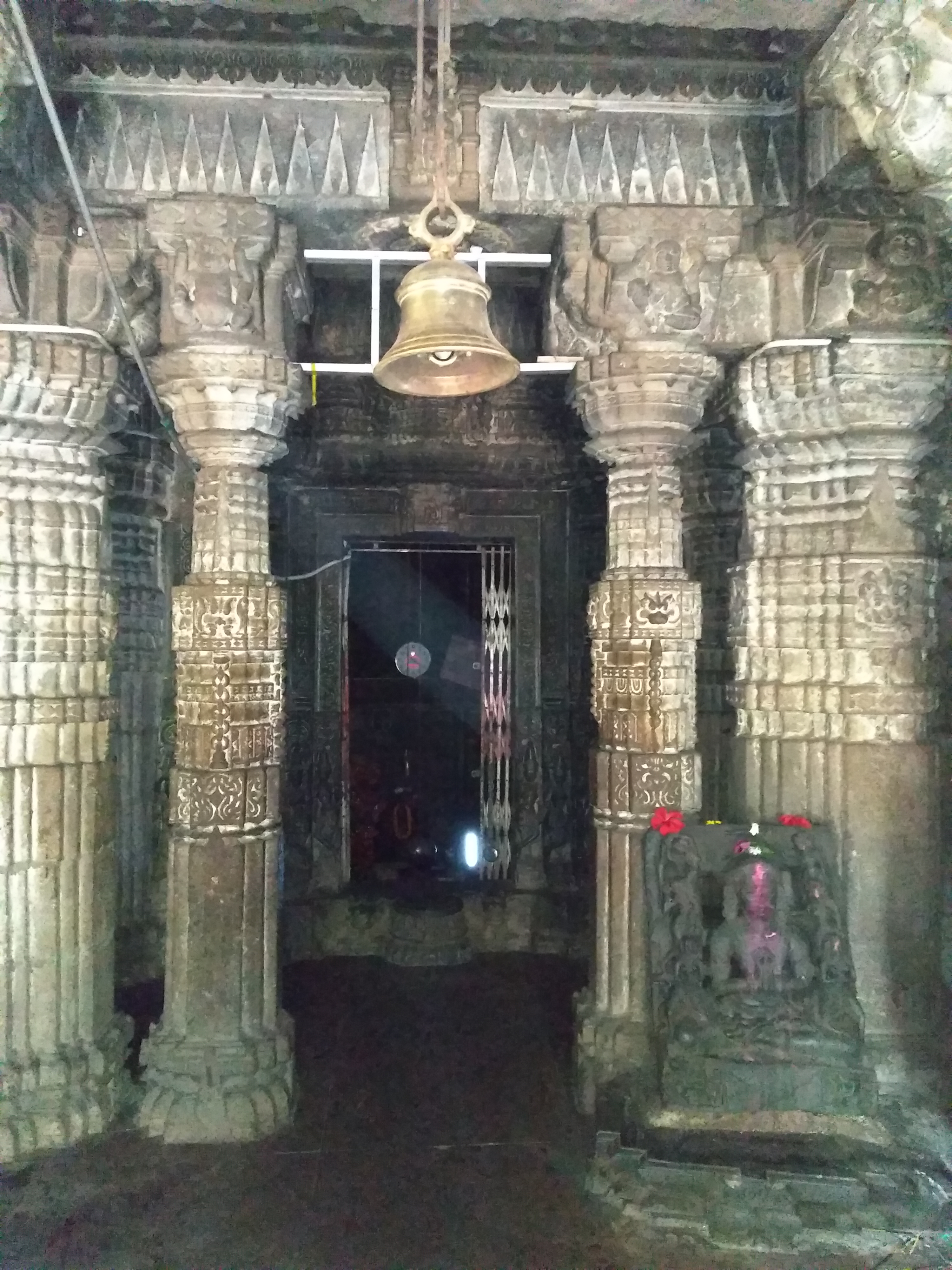
Portal zur Cella

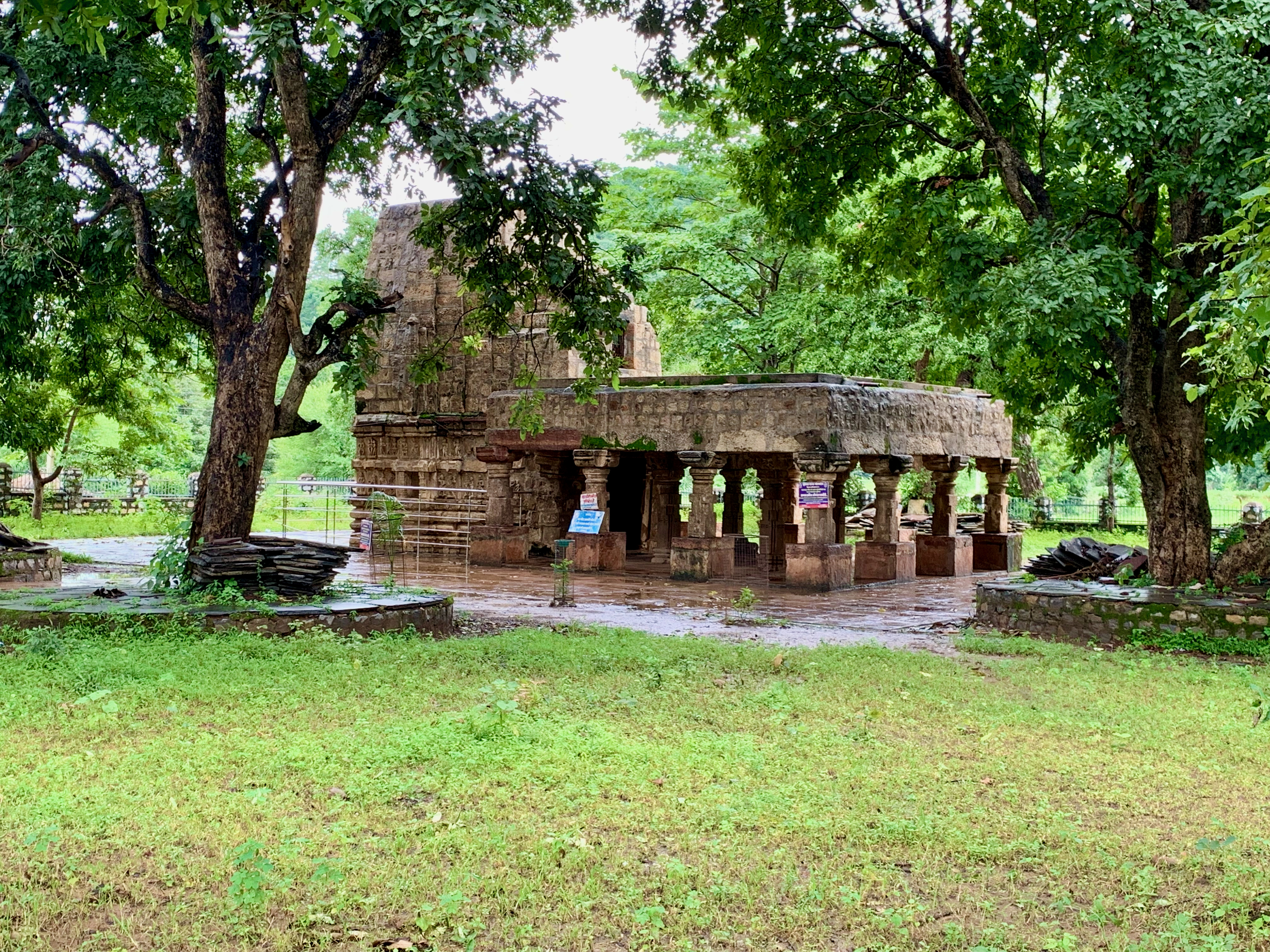
Madwa-Mahal-Tempel

- Links neben dem Haupttempel liegt der deutlich kleinere und beinahe verfallene Istaliq-Tempel; er ist ohne mandapa aus Ziegelsteinen errichtet und wird ins 3. Jahrhundert datiert.
- Rechts des Haupttempels befindet sich ein weitgehend zerfallener, dem Gott Hanuman geweihter, Steintempel aus dem 11. oder 12. Jahrhundert.
- Der ca. 1 km entfernte Madwa-Mahal-Tempel (auch bekannt als Mandawa Mandir) ist deutlich älter als der Bhoramdeo-Tempel und wird gemeinhin ins 7./8. Jahrhundert datiert. Die Pfeiler/Säulen der allseitig offenen Vorhalle nehmen Bezug auf Formen, die in der Gupta-Zeit (z. B. Tigawa) entwickelt wurden. Die Figurenreliefs in der Außenwand des nur wenig gegliederten Shikhara-Turms stehen beziehungslos nebeneinander, aber immerhin finden sich einige verwitterte zumeist erotisch gemeinte Liebespaare (mithunas) oder Einzelpersonen.

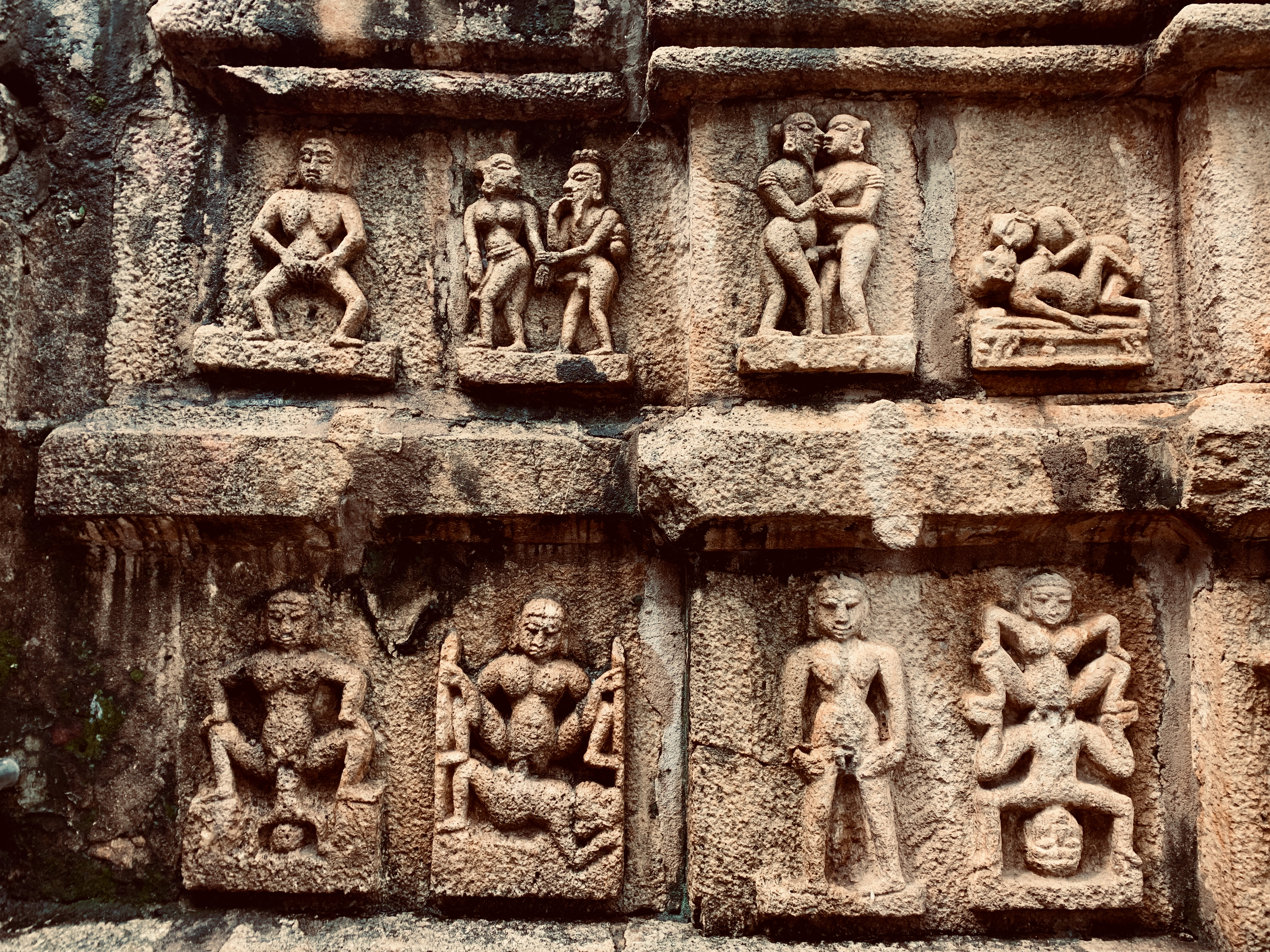
Erotische Figuren am Madwa-Mahal-Tempel
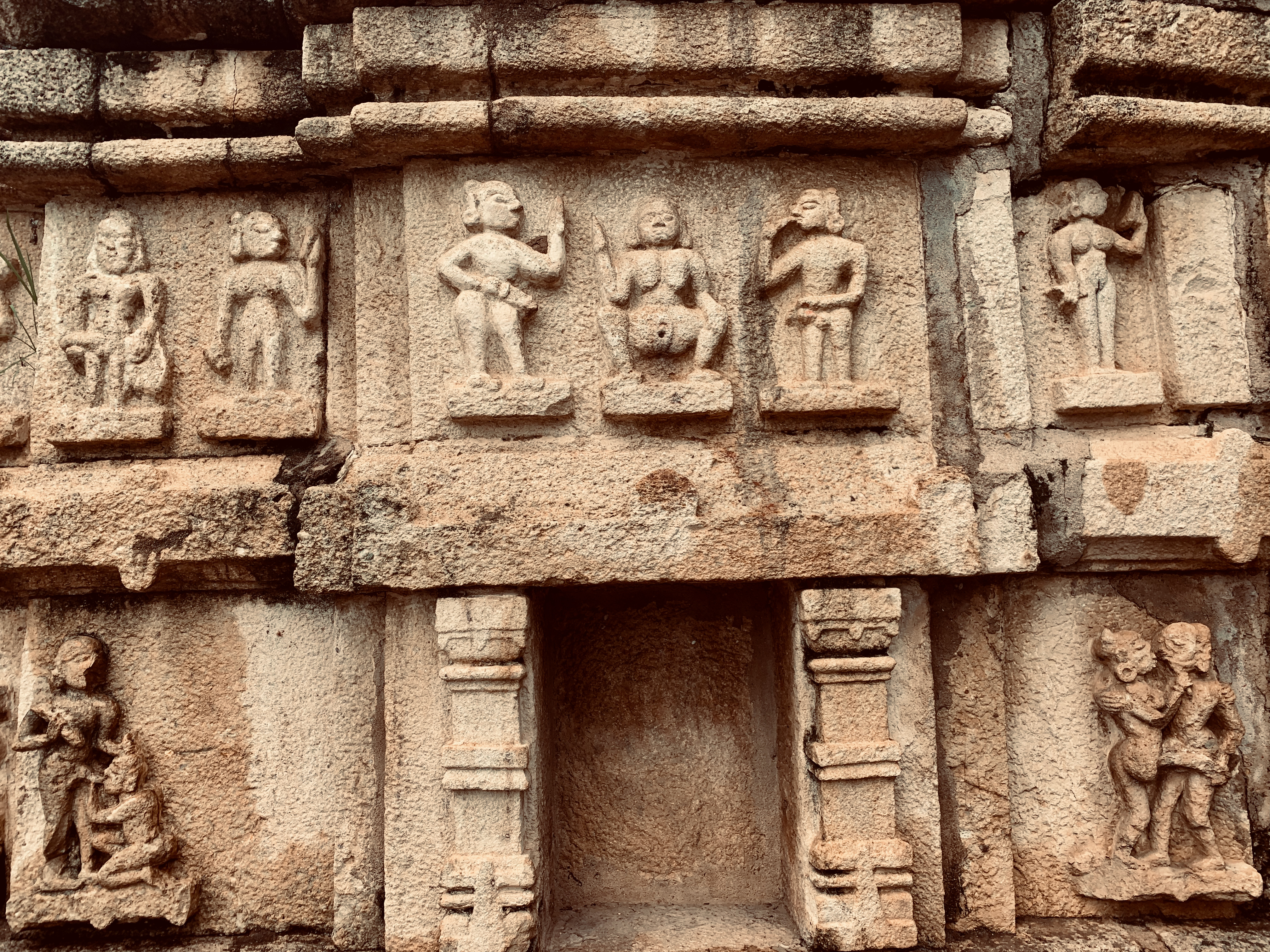
dto.
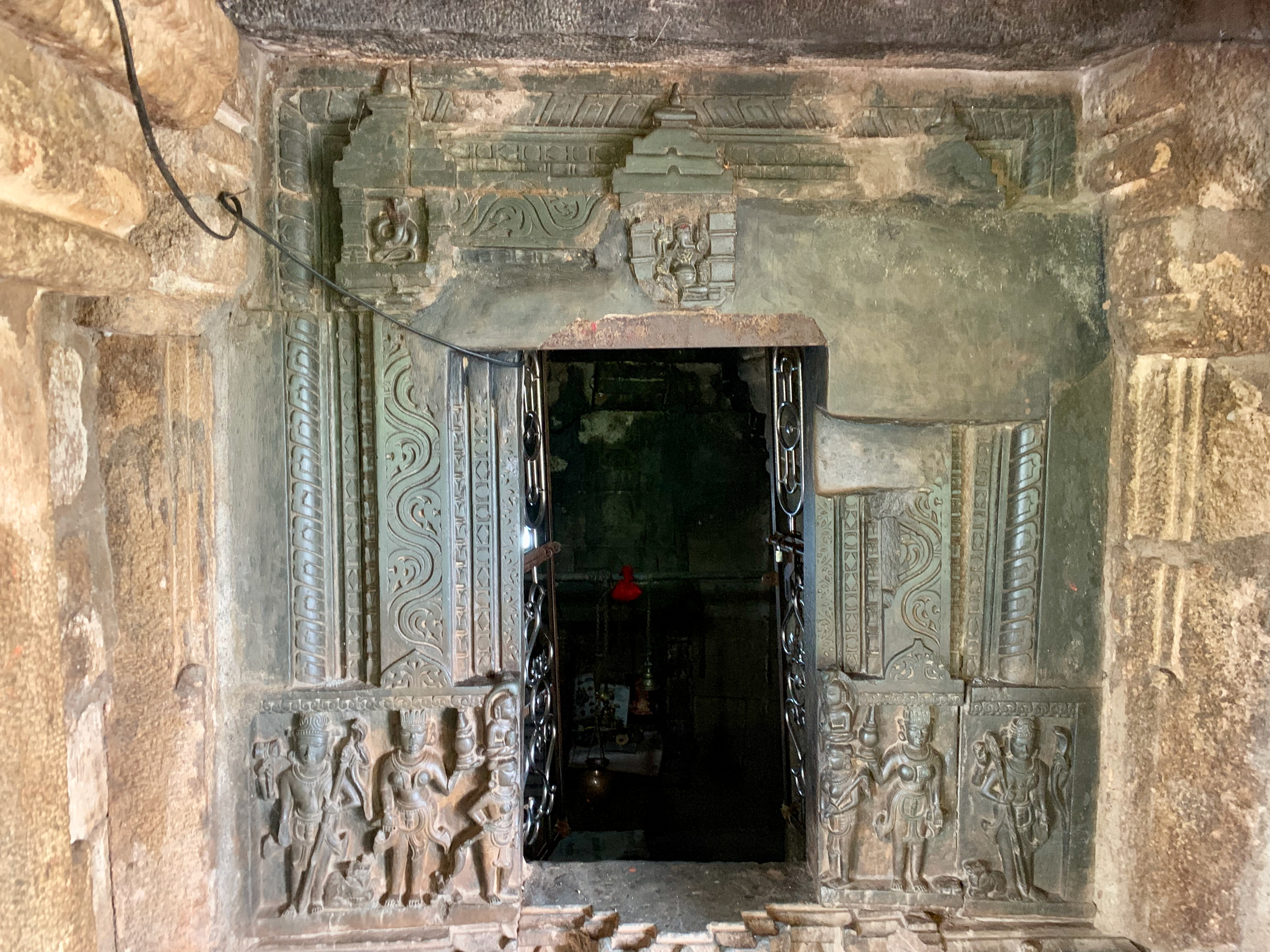
Portal der Cella

- Das kleine Museum der archäologischen Stätte präsentiert zahlreiche Skulpturen.